# Alek Wek
Alek Wek (Wau, 16 aprile 1977) è una supermodella sudsudanese.
Oltre ad essere una modella, è membro del Comitato statunitense Advisory Council, che aiuta a manifestare la situazione degli indigenti di tutto il mondo ed accrescere la consapevolezza sul disastro umanitario nel suo Paese d'origine.

## Biografia
Nata e cresciuta nel villaggio di Wau, fa parte della tribù Dinka, una delle tante etnie presenti nel Sudan meridionale. Per sfuggire alla guerra civile del 1991 che stava martoriando il paese e i suoi abitanti, a quattordici anni venne accolta come rifugiata a Londra, dove sua sorella viveva già da qualche anno. Presto vennero raggiunte dalla madre e dai fratelli, dopo che il padre era morto a causa delle conseguenze di un'operazione chirurgica non riuscita per via dei disagi creati dalla guerra civile.
Nel 1995, durante gli inizi della sua carriera, la modella africana è apparsa nel video musicale GoldenEye di Tina Turner; quindi, nel 1996, nel video Got 'Til It's Gone di Janet Jackson. Nel 1996 firma un contratto con una prestigiosa agenzia di modelle: la Ford Models. Da quel momento la Wek diventa rapidamente una delle più contese supermodelle internazionali. Nel 1997 debutta a New York sulla passerella di Ralph Lauren e a Parigi su quella di Chanel, Alexander McQueen e altri.
Dal 1997 al 2009 sfila tra New York, Londra, Milano e Parigi per tutte le più importanti case di moda al mondo tra cui: Jean-Paul Gaultier, Fendi, Christian Dior, Calvin Klein, Valentino, Gucci, Balenciaga, Giorgio Armani, Yves Saint Laurent, Louis Vuitton, Givenchy, Lanvin, Donna Karan, Vivienne Westwood, Versace, John Galliano, Hermès, Karl Lagerfeld, Missoni, Gianfranco Ferré, Oscar de la Renta, Marc Jacobs, Moschino, Zac Posen, Prada, Karl Lagerfeld, Roberto Cavalli, Dolce & Gabbana, Paco Rabanne, Ermanno Scervino e moltissime altre.. Alle sfilate si aggiungono numerose copertine per riviste come Elle, Vogue, I-D, Cosmopolitan, Arise e altre e compare negli anni in importanti campagne pubblicitarie internazionali per stilisti come: Jean Paul Gaultier, Ralph Lauren, Moschino, Michael Kors, Issey Miyake e molti altri.
Nel 1997 MTV la nomina "modella dell'anno" e la rivista I-D la nomina "modella del decennio". Nel 1999 la rivista statunitense People inserisce la Wek nella classifica delle 50 donne più belle al mondo. Nello stesso anno (e successivamente nel 2004) verrà fotografata per il Calendario Pirelli.
Nel 2002 fa un'apparizione nel film Le quattro piume, dove interpreta una principessa africana. Dal 2003 è sposata con Riccardo Sala, un imprenditore immobiliare italiano. Nel 2008 viene pubblicato il libro con la sua autobiografia. Alek Wek ha anche lanciato una linea di borse da lei disegnate e chiamate Alek Wek 1933. Nel 2014 è una delle protagoniste del Calendario Pirelli.
Alek Wek fa parte di diverse agenzie di moda, tra le quali la D'management Group di Milano.

## Agenzie
- Models 1
- D'management Group
- Unique Models - Danimarca
- Storm Model Agency
- Riccardo Gay
- IMG Models - New York

## Filmografia parziale
- Le quattro piume (The Four Feathers), regia di Shekhar Kapur (2002)
- Suspiria, regia di Luca Guadagnino (2018)